# Teatro Traetta
Il Teatro Comunale di Bitonto è il principale teatro della città di Bitonto ed è intitolato al musicista bitontino Tommaso Traetta. È situato ai margini del centro storico cittadino: si affaccia su largo teatro Umberto e dà le spalle a piazza Marconi dove parte del muro posteriore coincide con le mura urbiche. Inaugurato nel 1838, è stato riaperto nel 2005 dopo un cinquantennio di chiusura.

## Storia
La costruzione ebbe inizio nel 1835 a seguito della richiesta di 21 famiglie notabili bitontine di poter dotare la città, a proprie spese, di un «teatro comodo e ben disposto pel sollazzo del pubblico». Il suolo fu donato dal medico Serafino Ambruosi. Il permesso di costruire fu subito concesso dal re di allora: Ferdinando II. La struttura venne inaugurata il 15 aprile del 1838 con la messa in scena dell'opera Parisina di Gaetano Donizetti. Si trattava del primo teatro stabile della provincia di Bari.
La sua progettazione fu affidata all’architetto napoletano Antonio Niccolini (che più tardi realizzò il Piccini a Bari), mentre i costruttori furono i fratelli bitontini Emanuele e Pietro Sannicandro; la costruzione costò 8.500 ducati. Nonostante le ridotte dimensioni, il teatro riproponeva la forma all'italiana e conteneva tre ordini di palchi e la galleria, una platea e un palcoscenico molto ampio. Originariamente assunse il nome di Teatro Privato, poi mutato in Teatro Nuovo, Teatro Ferdinandeo e quindi Teatro Umberto I.

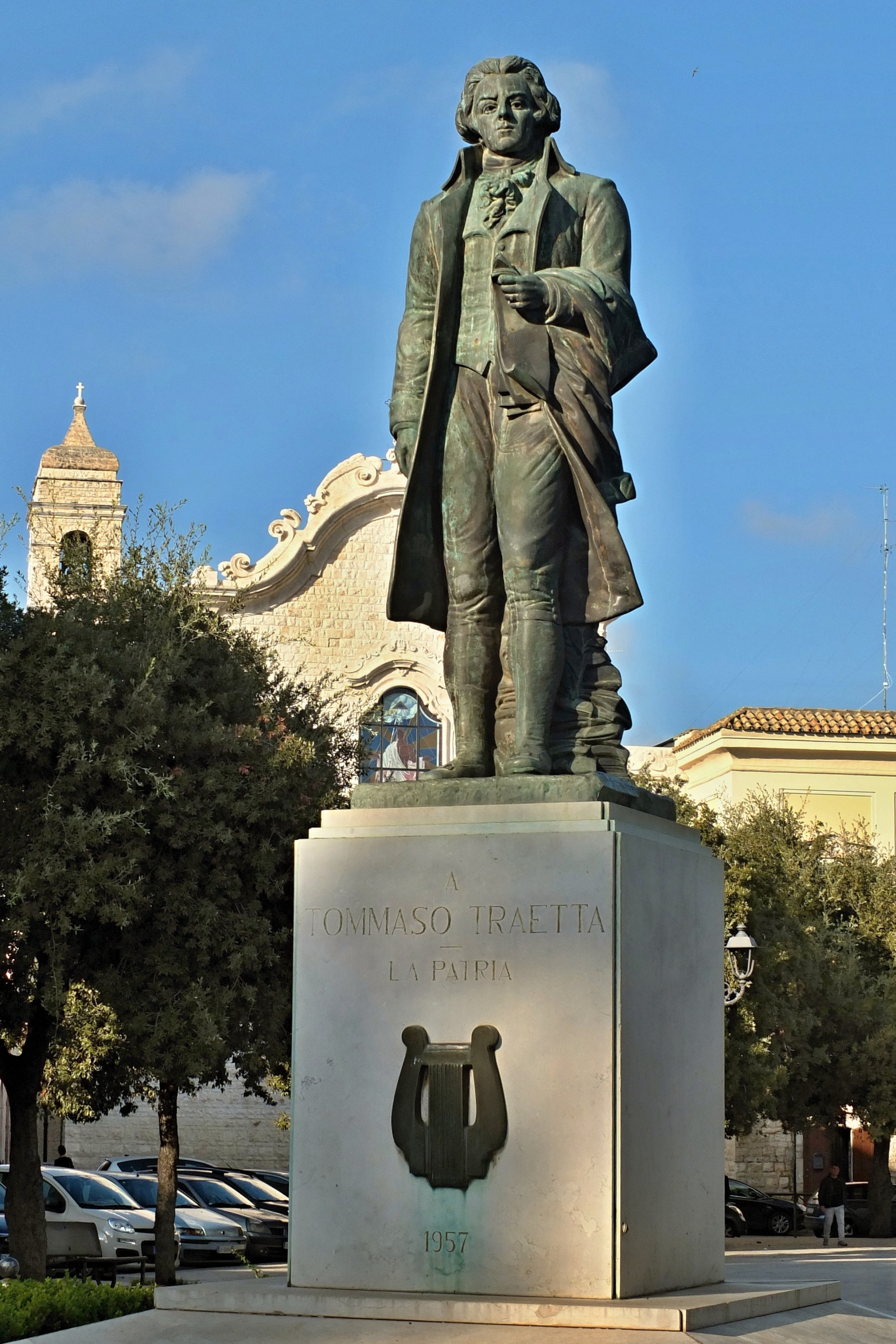
Monumento a Tommaso Traetta (1727–1779) in Piazza Aldo Moro

A causa delle ridotte dimensioni i primi tempi furono caratterizzati da numerose repliche che, nel corso degli anni, si ridussero a poche e solo in alcuni giorni dell'anno. Ormai in declino, nel 1950 fu trasformato in cinema e poi chiuso. Nel 1972 le intemperie e le infiltrazioni di acqua provocarono il crollo del soffitto e la completa distruzione degli arredi.
Nel 1982 venne redatto un progetto per il suo recupero, finanziato dal Comune che nel 1989 divenne unico proprietario dell'immobile. La ricostruzione, iniziata solo nel 1998 e conclusasi nel 2002 ad opera dell'architetto Domenico Pazienza, ebbe un costo complessivo di 8,5 miliardi di lire. Nel corso dei lavori furono riportati alla luce numerosi reperti archeologici, quali la porta Cupa e le mura medievali della città.
Nel 2003 venne nominato direttore artistico Michele Mirabella, mentre la riapertura ufficiale, avvenne il 16 aprile 2005, 167 anni dopo la prima inaugurazione con la messa in scena de Il Cavaliere Errante, opera eroicomica in due atti del 1778. Con la riapertura, il consiglio comunale ne deliberò l'intitolazione al musicista bitontino Tommaso Traetta. 
Nel 2008 e nel 2009 venne girato il video ufficiale di Io diventerò qualcuno dell'album Le dimensioni del mio caos  del rapper Caparezza. 
Oggi il teatro si presenta con un palcoscenico rettangolare di 9x7 metri e dispone di 246 posti tra platea, palchi e loggione.